# Régimen de Promoción Industrial de Tierra del Fuego
La Ley 19.640, cuyo nombre oficial es Exención Impositiva en el Territorio Nacional de la Tierra del Fuego, Antártida e Islas del Atlántico Sur, es una ley sancionada por el presidente de facto Alejandro Agustín Lanusse el 16 de mayo de 1972, que establece un régimen especial de beneficios fiscales y aduaneros para el territorio de la Provincia de Tierra del Fuego A. e I.A.S. Amparándose en la atribución conferida por el artículo 5 del Estatuto de la Revolución Argentina, Lanusse sancionó y promulgó la ley sin que esta pasase por el poder legislativo.
En 2007, la presidenta Cristina Fernández de Kirchner prorrogó el vencimiento del régimen hasta el 2023.En 2021, el presidente Alberto Fernández amplió el vencimiento nuevamente hasta el 2038, posibilitando que transcurrido ese término, se habilite la prórroga por 15 años más.

## Contexto
Fue creada en el contexto de la necesidad de poblar el entonces Territorio nacional de la Tierra del Fuego, Antártida e Islas del Atlántico Sur, territorio que presentaba desventajas geográficas y climáticas y que era la conexión entre Argentina y la parte de la Antártida Argentina.
La ley es similar a la legislación brasileña que creó la Zona Franca de Manaos en 1967, cuya prórroga fue utilizada como argumento para extender la vigencia del régimen de promoción en Argentina en 2021.

## Contenido
La ley estableció un régimen especial de beneficios fiscales y aduanero para el territorio. Entre los principales beneficios que se estipulan en la ley se encuentran:
- Liberación de pago del IVA ventas
- Exención de impuestos nacionales (IVA compras, Impuesto a las Ganancias)
- Pago reducido de alícuota en Impuestos Internos(6,5%) para productos alcanzados por una alícuota del 17%
- Exención de aranceles a la importación

## Impacto
Tras la promulgación del régimen, surgieron diversas empresas en el territorio. Actualmente el 70 % de la cuota de mercado es ocupada por las empresas Newsan y Mirgor,que producen localmente marcas como Sanyo, Atma, Philco, Noblex, SIAM, Sansei,JVC, Samsung, Lenovo y Motorola,aunque también existen empresas como Etercor-Solnik o BGH que producen las marcas de Nokia, LG, Xiaomi y Huawei.
El costo fiscal de los beneficios de la ley se estima en 1 567 millones de dólares anuales.